# Cam Severson
Cameron Douglas Clifford „Cam“ Severson (* 15. August 1978 in Canora, Saskatchewan) ist ein ehemaliger kanadischer Eishockeyspieler, der im Verlauf seiner aktiven Karriere zwischen 1993 und 2010 unter anderem 346 Spiele in der American Hockey League (AHL) auf der Position des linken Flügelstürmers bestritten hat. Darüber hinaus absolvierte Severson weitere 38 Partien für die Mighty Ducks of Anaheim und Columbus Blue Jackets in der National Hockey League (NHL) und war zwei Spielzeiten für die Straubing Tigers in der Deutschen Eishockey Liga (DEL) aktiv.

## Karriere
Cam Severson spielte zu Beginn seiner Karriere mehrere Jahre lang in der Juniorenliga Western Hockey League. Dort war er im Verlauf von fünf Spielzeiten zwischen 1994 und 1999 für insgesamt fünf verschiedene Teams aktiv. In dieser Zeit wurde der linke Flügelstürmer beim NHL Entry Draft 1997 von den San Jose Sharks aus der National Hockey League (NHL) in der achten Runde als 192. Spieler ausgewählt. In der Folge war Severson in den Minor Leagues Central Hockey League (CHL) und East Coast Hockey League (ECHL) aktiv, ehe er in der Saison 2000/01 schließlich erste Einsätze in der American Hockey League (AHL) hatte. Dort absolvierte er in der Folge fast 350 Spiele und kam in dieser Zeit auch 37-mal in der NHL für die Mighty Ducks of Anaheim und Columbus Blue Jackets zu Einsatzminuten.
Zur Spielzeit 2006/07 unterzeichnete der Kanadier einen Einjahresvertrag bei den Straubing Tigers in der Deutschen Eishockey Liga (DEL), seiner ersten Station in Europa. Im November 2007 wurde Seversons Vertrag bei den Straubing Tigers vorzeitig gekündigt, danach wechselte er zum EHC Linz in die österreichische Erste Bank Eishockey Liga (EBEL). Zwischen 2008 und 2009 spielte er als erster ehemaliger NHL-Spieler bei Steaua Bukarest in Rumänien, ehe er nach Nordamerika zurückkehrte. Dort absolvierte er seine letzte Profisaison bei den Mississippi RiverKings in der CHL. Anschließend beendete der 32-Jährige seine aktive Karriere.

## Erfolge und Auszeichnungen
- 2000 Kelly-Cup-Gewinn mit den Peoria Rivermen

## Karrierestatistik
(Legende zur Spielerstatistik: Sp oder GP = absolvierte Spiele; T oder G = erzielte Tore; V oder A = erzielte Assists; Pkt oder Pts = erzielte Scorerpunkte; SM oder PIM = erhaltene Strafminuten; +/− = Plus/Minus-Bilanz; PP = erzielte Überzahltore; SH = erzielte Unterzahltore; GW = erzielte Siegtore; 1 Play-downs/Relegation; Kursiv: Statistik nicht vollständig)